# Olib
Olib (deutsch Lüb, italienisch Ulbo) ist eine Insel in der kroatischen Region Dalmatien. Sie liegt in der Adria im Archipel vor Zadar, vier nautische Meilen (Hafen-Hafen) östlich der Insel Silba und zehn nautische Meilen südöstlich von Novalja (Pag).

## Allgemeines
Die Insel hat eine Fläche von 25,63 km², die höchsten Erhebungen sind die Erhebungen Kalac (74 m) und Poljine (34 m). Ihre maximalen Ausdehnungen sind in Nord-Süd-Richtung 9 km, in Ost-West-Richtung 6,5 km.
Olib ist aus Kalkfelsen aufgebaut, die Wasserversorgung ist daher sehr eingeschränkt – es gibt auf der Insel weder oberirdische Wasserläufe noch ständig wasserführende Quellen. Wie in der Region üblich existieren jedoch vom Regen gespeiste Wasserlöcher und künstlich angelegte Zisternen. Die ganze Insel ist mit Buschholz bewachsen, im vor der Bora geschützten Westen ist die Vegetation üppiger, hier wachsen Steineiche und Macchia. Die einzige und gleichnamige Ortschaft auf der Insel Olib liegt in einer großen Bucht im Westen des Eilands.

## Bevölkerung
Die Insel wurde im 10. Jahrhundert erstmals urkundlich erwähnt. Kroaten aus Vrlika besiedelten die Insel gegen Ende des 15. Jahrhunderts, als sie vor einfallenden Osmanen flohen.
Olib hat zurzeit 140 ständige Einwohner (zum Vergleich: 1920 waren es 2000). Diese Zahl verdoppelt bis verdreifacht sich in den Sommermonaten, da zu dieser Zeit viele Exil-Kroaten – insbesondere aus den USA – ihre Heimatinsel besuchen. Auf Olib wird čakavisch gesprochen.

## Sehenswürdigkeiten
In der Bucht Banve liegen die Grundmauern von Bauwerken aus römischer Zeit und die Ruinen der Pauluskirche mit einem Kloster, das um 1200 verlassen und zerstört wurde.
Zentral im Ort Olib steht ein vollständig erhaltener ca. 400 Jahre alter Wachturm. Dieser wurde zum Schutz der Insel vor senjanischen Seeräubern erbaut. Der Turm ist das Wahrzeichen der Insel und ist auch auf deren Wappen (Flagge) abgebildet.

## Nautisches
Die Ostküste Olibs mit den Buchten Slatina und Slatinica eignet sich wegen des Windes, der Bora, und wegen einzelner Untiefen nicht zum Ankern.
Der Hafen von Olib kann größere Schiffe aufnehmen. Schiffe der regelmäßig verkehrenden Linien legen am äußeren Teil der Mole an, der den Hafen auf nordwestlicher Seite abschließt. Die Innenmole bietet Platz für ca. 15 Yachten.
Auch die nach Westen offene Außenmole ist zum Festmachen ausgebaut (Moorings). Ein Festmachen an der Außenmole ist jedoch aufgrund plötzlich auftretender orkanartiger Westwinde – vor allem im Hochsommer (Nevera) – nicht ratsam. Hat die Nevera eingesetzt, kann der Hafen in der Regel nicht mehr verlassen werden.
In den Jahren 2005 und 2006 entstand eine neue Mole quer zum alten Molenkopf. Diese stellt aber keinen Schutz vor Nevera dar, da die Außenmole immer noch nach Westen offen ist.

Der Hafen von Olib
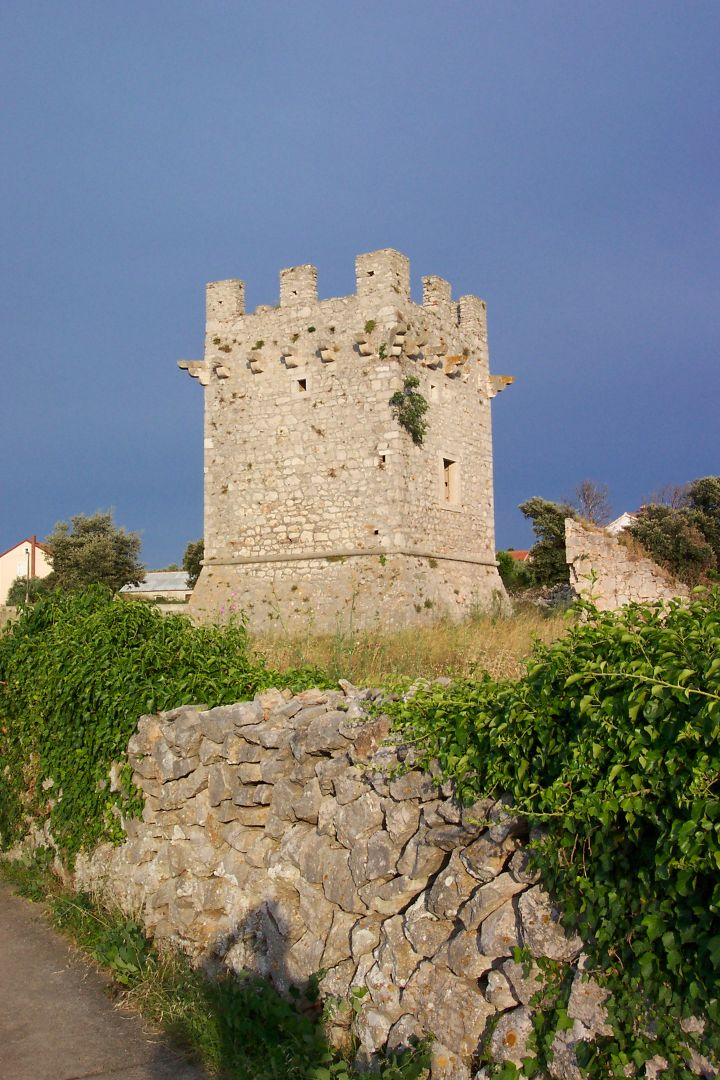
Wachturm auf Olib
Bauarbeiten an der Außenmole im Frühling 2006
Fertige Erweiterung der Mole in Olib